# Sráckor
A Sráckor (eredeti cím: Boyhood) 2014-ben bemutatott, tizenkét éven keresztül (2002–2013) forgatott, hat Oscar-díjra jelölt amerikai film, amit Richard Linklater írt és rendezett. A mozifilm gyártói az IFC Productionsa, a Detour Filmproduction és a Cinetic Media, forgalmazója az IFC Films. Műfaját tekintve filmdráma. A főszerepekben (az alakításért Oscar-díjjal jutalmazott) Patricia Arquette, valamint Ellar Coltrane, Lorelei Linklater és Ethan Hawke láthatóak.

## Szereplők
| Szereplő                             | Színész           | Magyar hang                            |
| ------------------------------------ | ----------------- | -------------------------------------- |
| Mason                                | Ellar Coltrane    | Pál Dániel, Bogdán Gergő, Czető Roland |
| Anya                                 | Patricia Arquette | Kisfalvi Krisztina                     |
| Apa                                  | Ethan Hawke       | Kaszás Gergő                           |
| Samantha                             | Lorelei Linklater | Koller Virág, Pekár Adrienn            |
| Bill Welbrock professzor             | Marco Perella     | Fazekas István                         |
| Carol                                | Barbara Chisholm  | Kocsis Mariann                         |
| Jim                                  | Brad Hawkins      | Varga Gábor                            |
| Sheena                               | Zoe Graham        | Czető Zsanett                          |
| Bérlő (a The Landlord c. kisfilmben) | Will Ferrell      | Seder Gábor                            |

## Fordítás
- Ez a szócikk részben vagy egészben  a   Boyhood (film) című angol Wikipédia-szócikk fordításán alapul.  Az eredeti cikk szerkesztőit annak laptörténete sorolja fel. Ez a jelzés csupán a megfogalmazás eredetét és a szerzői jogokat jelzi, nem szolgál a cikkben szereplő információk forrásmegjelöléseként.